# ماونت بليستانت (ويسكونسن)
ماونت بليستانت (بالإنجليزية: Mount Pleasant, Wisconsin)‏ هي مدينة تقع في الولايات المتحدة في ويسكونسن. يقدر عدد سكانها بـ 26,197 نسمة ومساحتها 91.56 كم2 وترتفع عن سطح البحر 218 متر.

## التركيبة السكانية
قام مكتب تعداد الولايات المتحدة بتحديد بيانات التركيبة السكانية لماونت بليستانت في تعداد الولايات المتحدة. في ما يلي، التركيبة السكانية حسب تعدادي 2000 و2010.

### تعداد عام 2000
بلغ عدد سكان ماونت بليستانت 23,142 نسمة بحسب تعداد عام 2000، وبلغ عدد الأسر 9,453 أسرة وعدد العائلات 6,513 عائلة مقيمة في القرية. في حين سجلت الكثافة السكانية 662.6 نسمة لكل ميل مربع (255.8/كم2). وبلغ عدد الوحدات السكنية 9,768 وحدة بمتوسط كثافة قدره 279.7 نسمة لكل ميل مربع (108.0/كم2).
وتوزع التركيب العرقي للقرية بنسبة 89.17% من البيض و 0.26% من الأمريكيين الأصليين و 1.21% من الأمريكيين ذوي الأصول الآسيوية و 0.03% من سكان جزر المحيط الهادئ و 6.39% من الأمريكيين الأفارقة و 1.11% من عرقين مختلطين أو أكثر.
بلغ عدد الأسر 9,453 أسرة كانت نسبة 27.8% منها لديها أطفال تحت سن الثامنة عشر تعيش معهم، وبلغت نسبة الأزواج القاطنين مع بعضهم البعض 58.3% من أصل المجموع الكلي للأسر، ونسبة 7.7% من الأسر كان لديها معيلات من الإناث دون وجود شريك، وكانت نسبة 31.1% من غير العائلات. تألفت نسبة 27.2% من أصل جميع الأسر من أفراد ونسبة 12.8% كانوا يعيش معهم شخص وحيد يبلغ من العمر 65 عاماً فما فوق. وبلغ متوسط حجم الأسرة المعيشية 2.93، أما متوسط حجم العائلات فبلغ 2.40.
بلغ العمر الوسطي للسكان 43 عاماً. وكانت نسبة 22.3% من القاطنين تحت سن الثامنة عشر، وكانت نسبة 7.0% بين الثامنة عشر والأربعة وعشرون عاماً، ونسبة 24.6% كانت واقعةً في الفئة العمرية ما بين الخامسة والعشرون حتى والأربعة وأربعون عاماً، ونسبة 27.3% كانت ما بين الخامسة والأربعون حتى الرابعة والستون، ونسبة 18.7% كانت ضمن فئة الخامسة والستون عاماً فما فوق. يوجد لكل 100 أنثى 92.3 ذكر، ويوجد لكل 100 أنثى في الثامنة عشر من عمرها فما فوق 88.8 ذكر.
بلغ متوسط دخل الأسرة في القرية 52,869 دولار، أما متوسط دخل العائلة فبلغ 63,937 دولار. وكان متوسط دخل الذكور 47,871 دولار مقابل 31,317 دولار للإناث. وسجل دخل الفرد الخاص بالقرية 27,123 دولار. وكانت نسبة 2.9% من العائلات ونسبة 4.3% من السكان تحت خط الفقر، وكان من هؤلاء نسبة 5.4% تحت سن الثامنة عشر ونسبة 5.7% في الخامسة والستين من العمر وما فوق.

### تعداد عام 2010
بلغ عدد سكان ماونت بليستانت 26,197 نسمة بحسب تعداد عام 2010، وبلغ عدد الأسر 11,136 أسرة وعدد العائلات 7,395 عائلة مقيمة في القرية. في حين سجلت الكثافة السكانية 776.7 نسمة لكل ميل مربع (299.9/كم2). وبلغ عدد الوحدات السكنية 11,827 وحدة بمتوسط كثافة قدره 350.6 لكل ميل مربع (135.4/كم2).
وتوزع التركيب العرقي للقرية بنسبة 86.0% من البيض و 0.2% من الأمريكيين الأصليين و 2.1% من الأمريكيين ذوي الأصول الآسيوية و 6.7% من الأمريكيين الأفارقة و 2.0% من عرقين مختلطين أو أكثر.
بلغ عدد الأسر 11,136 أسرة كانت نسبة 26.4% منها لديها أطفال تحت سن الثامنة عشر تعيش معهم، وبلغت نسبة الأزواج القاطنين مع بعضهم البعض 54.1% من أصل المجموع الكلي للأسر، ونسبة 8.5% من الأسر كان لديها معيلات من الإناث دون وجود شريك، بينما كانت نسبة 3.9% من الأسر لديها معيلون من الذكور دون وجود شريكة وكانت نسبة 33.6% من غير العائلات. تألفت نسبة 29.2% من أصل جميع الأسر من أفراد ونسبة 14.3% كانوا يعيش معهم شخص وحيد يبلغ من العمر 65 عاماً فما فوق. وبلغ متوسط حجم الأسرة المعيشية 2.86، أما متوسط حجم العائلات فبلغ 2.33.
بلغ العمر الوسطي للسكان 45.8 عاماً. وكانت نسبة 20.5% من القاطنين تحت سن الثامنة عشر، وكانت نسبة 6.5% بين الثامنة عشر والأربعة وعشرون عاماً، ونسبة 22% كانت واقعةً في الفئة العمرية ما بين الخامسة والعشرون حتى والأربعة وأربعون عاماً، ونسبة 31.3% كانت ما بين الخامسة والأربعون حتى الرابعة والستون، ونسبة 19.8% كانت ضمن فئة الخامسة والستون عاماً فما فوق. وتوزع التركيب الجنسي للسكان بنسبة 47.9% ذكور و52.1% إناث.